# Annevi
Annevi är ett nybildat kvinnonamn sammansatt av Anne (den franska formen av det hebreiska namnet Anna) samt den fornnordiska namnleden 'vi' som betyder vigd, helgad.
Den 31 december 2014 fanns det totalt 53 kvinnor folkbokförda i Sverige med namnet Annevi, varav 34 bar det som tilltalsnamn.
Namnsdag: saknas (1986-1992: 21 april)